# Professional Chess Association

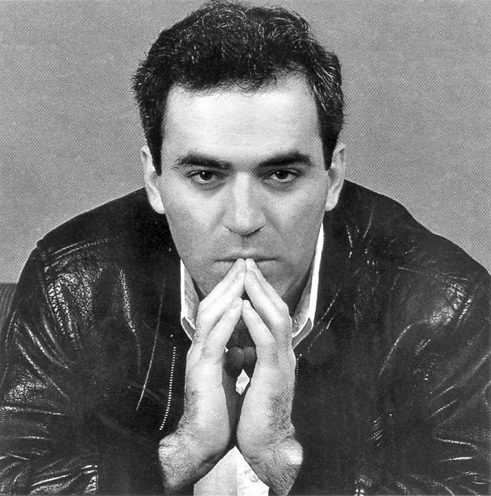
Garry Kasparov, uno de los fundadores de la PCA

La Professional Chess Association (PCA), (en castellano, Asociación Profesional de Ajedrez) fue una organización que existió entre 1993 y 1996, y que era rival de FIDE, la organización internacional de ajedrez. La PCA fue creada en 1993 por Garry Kasparov y Nigel Short para realizar la comercialización y organización de su campeonato por el título mundial de ajedrez. 

## Formación
En 1993, Nigel Short había ganado el Torneo de Candidatos y por lo tanto se clasificó para desafiar al campeón Garri Kasparov por el Campeonato Mundial de Ajedrez.
De acuerdo con regulaciones de la FIDE, la evaluación de las ofertas para disputar la final del Campeonato Mundial debería haber sido llevada a cabo por tres partes en forma consensuada entre la FIDE, el campeón mundial (Kasparov) y el desafiante (Short). Según Kasparov y Short, el presidente de la FIDE Florencio Campomanes no cumplió estas reglas al anunciar unilateralmente que la oferta ganadora para realizar el campeonato era la de Mánchester. La FIDE obtenía una parte importante de sus recursos económicos del fondo de premios del Campeonato Mundial.
Ante esta situación, Kasparov y Short crearon la PCA, designando a Bob Rice como Presidente. Durante octubre de 1993 jugaron su campeonato mundial bajo los auspicios de la PCA. Los partidos se realizaron en el teatro Savoy en Londres, y fueron auspiciados por The Times. Kasparov ganó en forma contundente 12.5-7.5 y se convirtió el campeón Mundial de Ajedrez de la PCA. 
La FIDE le quitó a Kasparov el título de Campeón Mundial de la FIDE, y organizó un campeonato entre Anatoly Karpov y Jan Timman, los dos jugadores finalistas a los que Short había vencido en el Torneo de Candidatos. Karpov ganó el campeonato, y se coronó Campeón Mundial de Ajedrez de la FIDE. Por primera vez en la historia del ajedrez había dos campeones, Karpov el campeón mundial de la FIDE y Kasparov el campeón mundial de la PCA.

## Ciclo 1995
Desde 1993 hasta 1995, la PCA organizó un torneo Interzonal y un Torneo de Candidatos, en forma similar a las series clasificatorias que organizaba la FIDE. Por su parte la FIDE también tenía su propia serie de encuentros de clasificación, y muchos jugadores participaron tanto en los torneos de la FIDE como los de la PCA. El ciclo de candidatos de la PCA lo ganó el GM indio Viswanathan Anand.
Kasparov defendió su título de campeón mundial de ajedrez de la PCA contra Anand en el World Trade Center en una serie de partidas que comenzaron el 11 de septiembre, de 1995. Kasparov ganó la serie de 20 partidas 10.5-7.5.

## Declive y eventos posteriores
En 1996 la PCA perdió a Intel que era su auspiciante principal, y al poco tiempo cerró sus puertas. De esta forma Kasparov perdía la posibilidad de organizar un ciclo clasificatorio para elegir un desafiante a su título. Finalmente en el año 2000 jugó (y perdió) una serie contra Vladímir Krámnik, un desafiante elegido a dedo en un evento denominado Classical World Chess Championship 2000 . Este evento se jugó bajo los auspicios de Braingames, que luego de ello parecería cesó sus operaciones. 
Cuando Kramnik defendió su título en el Classical World Chess Championship 2004, le puso el título de "Clásico", para enfatizar la continuidad que su título tenía en cuanto a vencer al campeón de ese momento. Ya que este es el mismo título del que Kasparov tenía, el título mundial de la PCA es a veces conocida con el título "Clásico".
La separación de la PCA de la FIDE fue sanada en el Campeonato Mundial de Ajedrez 2006, un match de reunificación entre Krámnik y el campeón Mundial 2005 Veselin Topalov, que fue ganado por Krámnik.